# Macrostylis gestuosa
Macrostylis gestuosa is een pissebed uit de familie Macrostylidae. De wetenschappelijke naam van de soort is voor het eerst geldig gepubliceerd in 1993 door Mezhov.